# آنجا یلاویچ
آنجا یلاویچ (کرواتی: Anđa Jelavić؛ زادهٔ ۲۱ سپتامبر ۱۹۸۰) بازیکن سابق و مربی بسکتبال زن اهل کرواسی است.
وی در مسابقات کشوری و بین‌المللی در مجموع برندهٔ ۱ مدال برنز شده‌است.